# Goofersmolen
De Goofersmolen is een verdwenen korenmolen in Blerick in de Nederlandse gemeente Venlo. De molen stond op de hoek van de Valeriusstraat met de Guido Gezellestraat.
De eerste molen was een houten standerdmolen. Deze werd voor het eerst genoemd in archiefstukken in 1685. In 1898 kwam de molen in het bezit van een zekere Lambert Goofers, die de naamgever van de molen werd. Deze eerste molen brandde in 1911 af.
In 1912 werd de tweede molen gebouwd, een beltmolen gebruik makend van een Fries achtkant op stenen meldmuren. Eigenaar Goofers verkocht deze molen in 1936 aan de familie Peeters-Kessels. Op 11 november 1944 werd de molen door zich terugtrekkende Duitse troepen opgeblazen. De losse onderdelen werden een jaar later door de eigenaar verkocht.
Benders Molen · Bovenste Molen · Distelmolen · Geërfdenmolen · Molen van Geurts · Goofersmolen · Goossensmolentje · Hellmolen · Holtmeule · Italiëmolen · Jansens Standerdmolen · Laaghuismolen · Lohofsmolen · Maagdenbergsmolen · Maalbekermolen · Molen van het Aldt Huys · De Meule · Munnikemolen · Oliemolen · Onderste Molen · Ottenmolen · Panhuismolen · Patersmolen · Peetersmolen · Picardiemolen · Polvermolen · Sint-Antoniusmolen · Spanjaertsmolen · Stadsmolen · Molen van Van der Steen · Rijstpelmolen Van Dinteren · Rosmolen Verzijl · Villegerveldsmolen · Watermeule · Watermolen Lomm · Weizemolen · Wymarse Molen